# Yazdanisme
Le Yazdânisme est une théorie marginale du kurdologue Mehrdad R. Izady soutenant l'existence passée d'une ancienne religion monothéiste, culte des Anges (Yazdâni), pratiquée par une partie des peuples perses avant l'expansion arabe du VIIe siècle et leur islamisation. Les Yazdânites auraient cru en la réincarnation, comme dans l'hindouisme et que sept anges défendent le monde face à sept démons, leurs égaux. Les héritiers des croyances yazdanites seraient aujourd'hui assimilé à des courants de l'islam, car ils pratiqueraient la taqîya et aussi un petit nombre de rites musulmans. Cependant, ils sont critiqués par des musulmans qui considèrent que ces pratiques ne sont que superficielles et que le fond de leur croyance n'est pas musulman.
Cette théorie, très peu considérée par le monde universitaire, est sujette à controverse. Aucune donnée historique ne prouve jusqu'à aujourd'hui l'existence d'une telle religion chez les peuples iraniens pré-islamiques. Les trois religions qualifiées de "yazdanites" par Izady, c'est-à-dire l'alévisme, le yarsanisme et le yézidisme, sont vraisemblablement issues des courants ésotériques et chiisants (pour les deux premières) très répandus parmi les populations turkmènes et kurdes au Moyen Age,.

## Religion
De longues interactions entre le zoroastrisme et le yazdânisme a provoqué de nombreuses similitudes entre les deux religions.
Pour Mehrdad R. Izady, le yazdânisme est avant tout une religion non sémite. Née au moins un millénaire avant l'islam, elle est issue d'une religion indigène des monts Zagros. Ses partisans la décrivent comme issue du zoroastrisme perse. Elle en conserve maints éléments comme la célébration le 21 mars de la fête de Nevroz qui correspond au premier jour du printemps.

## Branches
La notion de yazdânisme n'est pas aujourd'hui employé par des croyants, mais est un terme universitaire utilisé pour classifier trois branches différentes:
- Yârsânisme (la plus grande part du sud du Kurdistan, ouest de l'Iran).
- Alévisme-Ishikisme (ouest du Kurdistan, Turquie et littoral de la Syrie)
- Yézidisme (centre du Kurdistan).

Les échanges entre ces trois branches ne sont pas si fréquents. Le Yézidisme ne pratique pas la taqiya contrairement aux Alévis et aux Yarsanis.